# Brunahvammsháls
Brunahvammsháls är en kulle i republiken Island. Den ligger i regionen Austurland, 300 km nordost om huvudstaden Reykjavík. 
Trakten runt Brunahvammsháls är nära nog obefolkad, med mindre än två invånare per kvadratkilometer. Det finns inga samhällen i närheten. Trakten runt Brunahvammsháls består i huvudsak av gräsmarker.